# Jindřichovice pod Smrkem
Pour les articles homonymes, voir Jindřichovice.
Jindřichovice pod Smrkem (en allemand : Heinersdorf an der Tafelfichte) est une commune du district et de la région de Liberec, en Tchéquie. Sa population s'élevait à 638 habitants en 2021.

## Géographie
Jindřichovice pod Smrkem se trouve à 13 km au nord-est de Frýdlant, à 26 km au nord-est de Liberec et à 115 km au nord-nord-est de Prague.
La commune est limitée par la Pologne au nord et à l'est, par Nové Město pod Smrkem au sud, et par Horní Řasnice à l'ouest.

## Histoire
La première mention écrite du village date de 1381.

## Administration
La commune se compose de deux sections :
- Dětřichovec
- Jindřichovice pod Smrkem

## Galerie

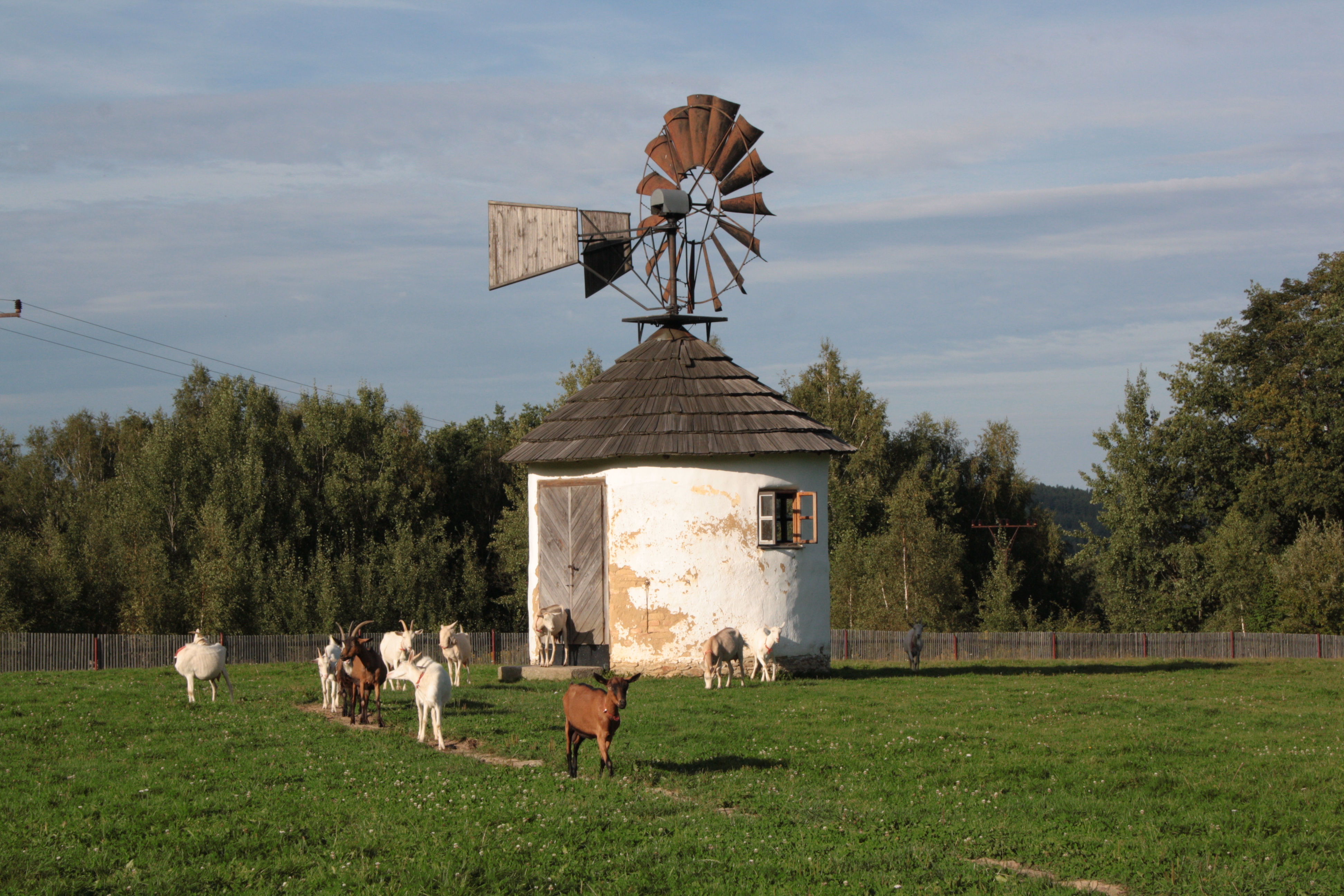
Moulin à vent.
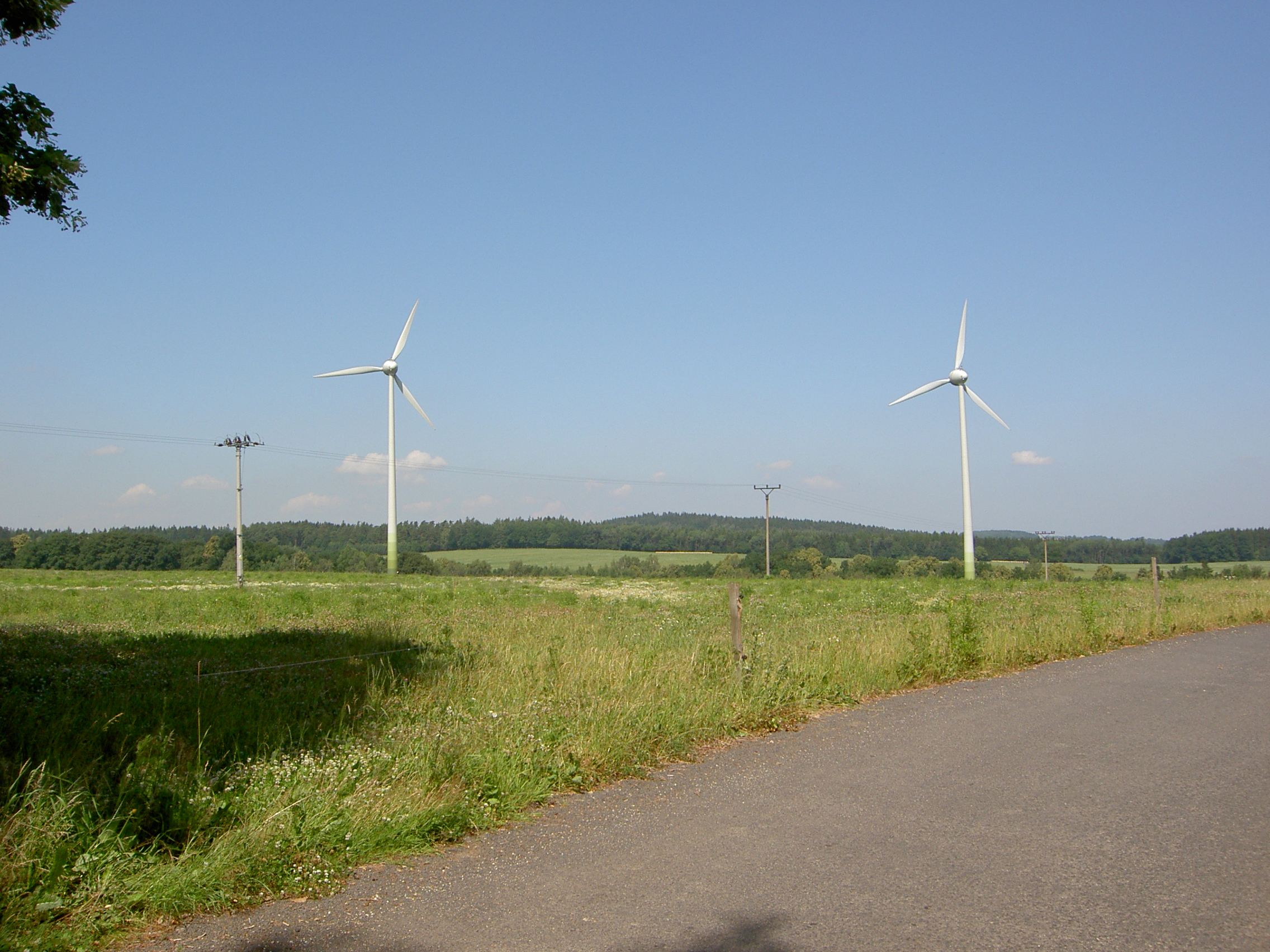
Éoliennes à Jindřichovice.

Patrimoine religieux

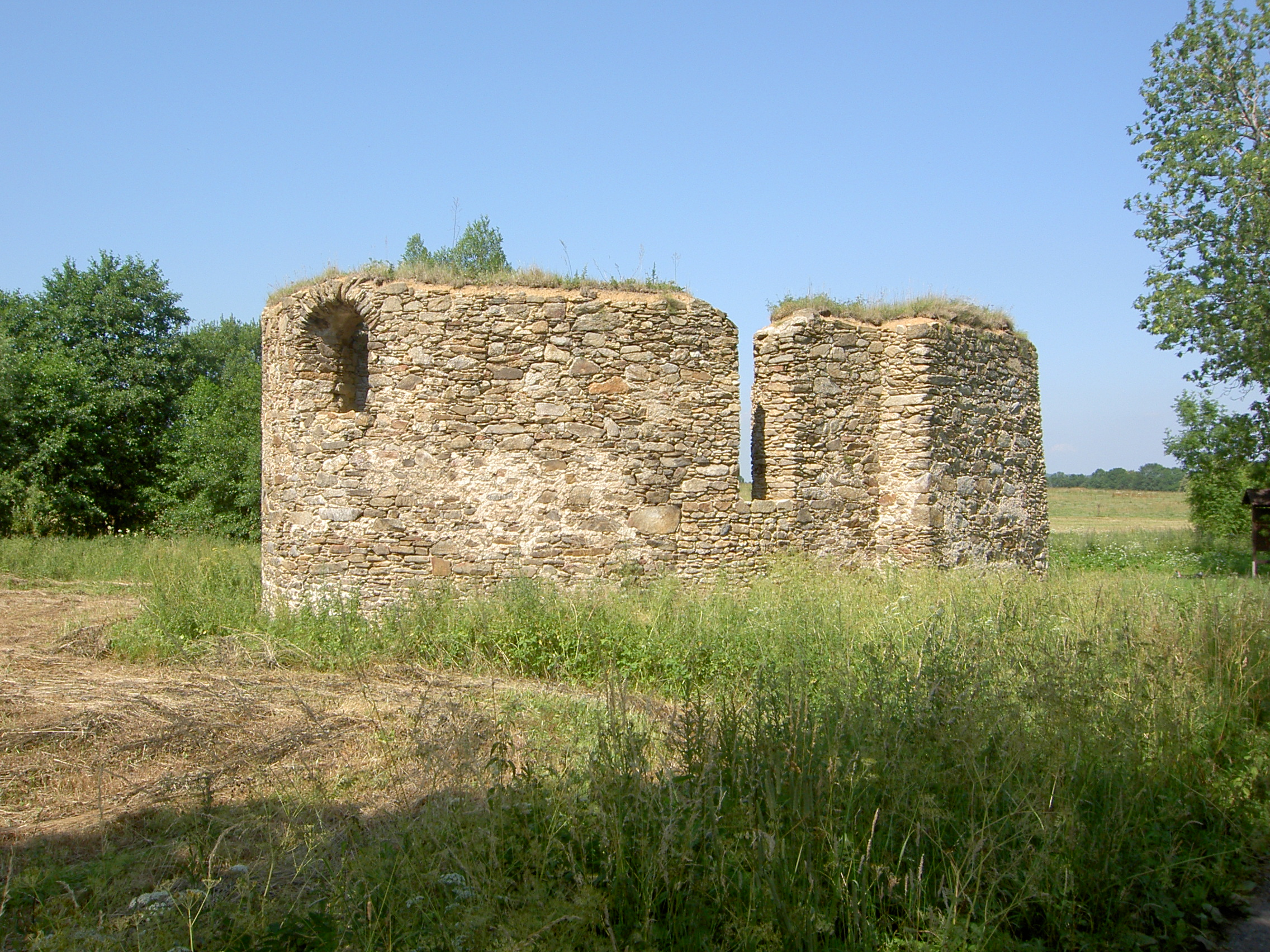
Ruines de l'église Saint-Jacques.
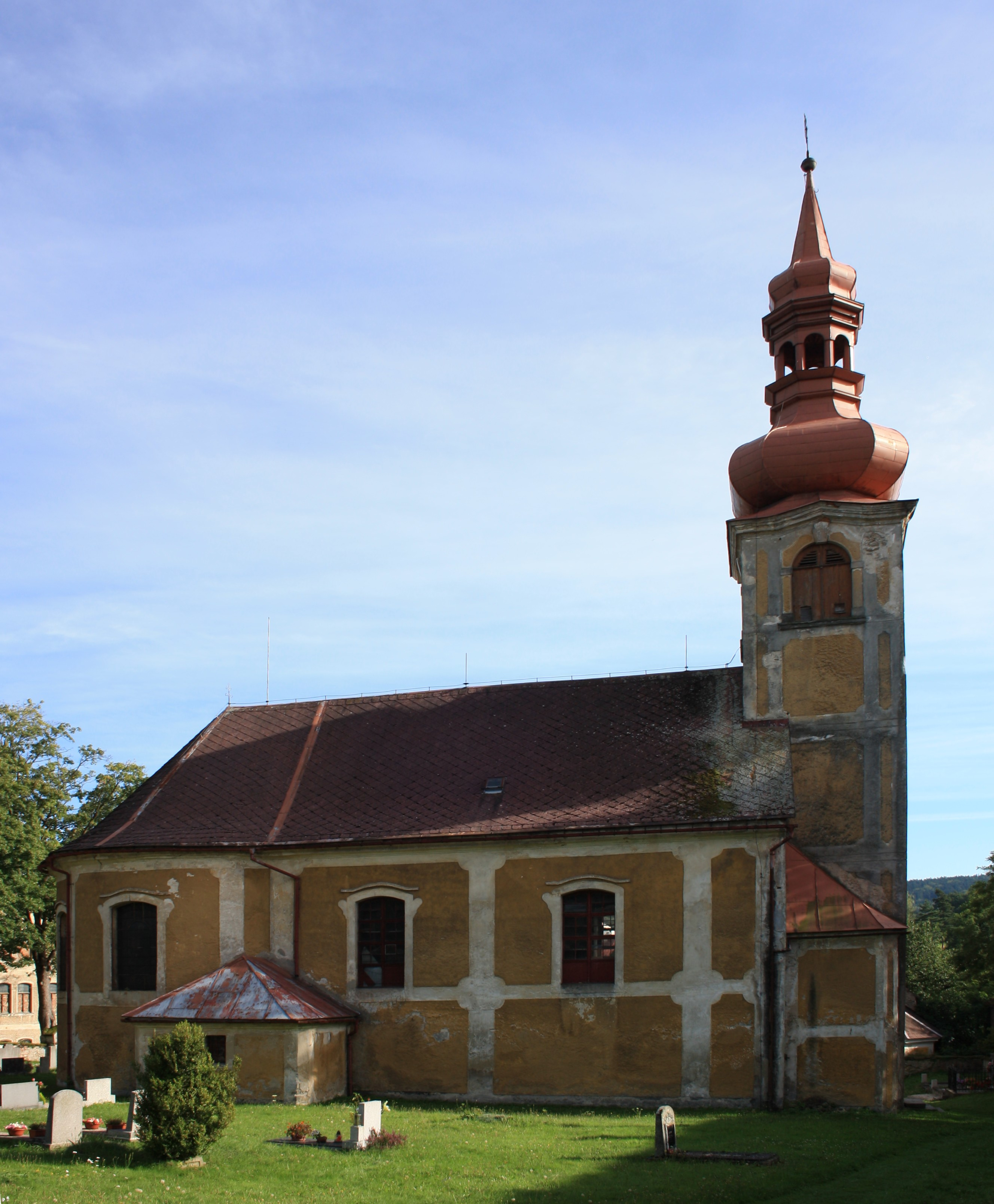
Église de la Sainte-Trinité.

## Transports
Par la route, Jindřichovice pod Smrkem se trouve à 8 km de Nové Město pod Smrkem, à 34 km de Liberec et à 143 km de Prague.